# Amour et Commérages
Pour plus de détails, voir Fiche technique et Distribution.
Amour et Commérages (Amore e chiacchiere) est un film italien réalisé par Alessandro Blasetti en 1957 et sorti en 1958.

## Fiche technique
- Titre original : Amore e chiacchiere (Salviamo il panorama)
- Titre espagnol : Hablemos de amor
- Titre français : Amour et commérages
- Titres français alternatifs : Amour et bla bla bla et Sauvons le panorama[2]
- Titre anglais ou international : Love and Chatter
- Réalisation : Alessandro Blasetti
- Scénario : Isa Bartalini, Alessandro Blasetti, José María Otero, Cesare Zavattini
- Décors : Arrigo Breschi, José María Moreno
- Costumes : Veniero Colasanti, Filippo Sanjust
- Photographie : Gábor Pogány
- Montage : José Antonio Rojo, Mario Serandrei
- Musique : Mario Nascimbene
- Production : Attilio Riccio
- Société(s) de production : Electra Compagnia Cinematografica, Producciones Cinematográficas Ariel, La Société Française de Cinematographie
- Pays d’origine :  Italie,  France,  Espagne
- Langue originale : italien
- Format : noir et blanc — 35 mm — 1,37.1[3] (Panoramico) — son Mono
- Genre : Comédie
- Durée : 95 minutes
- Dates de sortie :
  - Italie : 27 janvier 1958 (Première)
  - Espagne : 28 avril 1958
  - France : 28 juillet 1961 (Province)[2]
  - France : novembre 2008 (Première sortie DVD)

## Distribution
- Vittorio De Sica : Avocat Bonelli
- Gino Cervi : Paseroni
- Carla Gravina : Maria Furlani
- Geronimo Meynier : Paolo Bonelli
- Elisa Cegani : Clara Bonelli
- Alessandra Panaro : Doddy Paseroni
- Isa Pola : Sonia Paseroni
- Nicolás D. Perchicot : Il vecchio Borghi
- Pilar Gómez Ferrer : Dame Furlani
- Félix Fernández : Salviati
- Miguel Gómez : docteur
- Mario Meniconi : Furlani, le nettoyeur de rue
- Antonio Acqua
- Oscar Andriani : conseiller municipal
- Armando Annuale : vieil homme de l'hospice
- Arturo Bragaglia : vieil homme de l'hospice
- Franco Cobianchi
- Paolo Ferrara : conseiller municipal
- Lina Furia : Grimilde
- Riccardo Garrone : commentateur
- Umberto Lenzi
- Renato Malavasi : Ripandelli
- Felice Minotti
- Giulio Paradisi
- Mario Passante : conseiller municipal
- Mimmo Poli
- Mauro Sacripanti : soldat dans le train
- Giulio Tomasini
- Ciccio Barbi (non crédité)
- Eugenio Incisivo (non crédité)
- Mario Moneta : vieil homme de l'hospice  (non crédité)
- Andrea Pegan (non crédité)
- Amalia Pellegrini

## Éditions en vidéo
Le film sort en DVD en novembre 2008 aux éditions M6 Video. Une réédition sort en septembre 2018 chez le même éditeur.